# Bremerhaven
Bremerhaven er en havneby i det nordvestlige Tyskland i delstaten Bremen. Byen har et areal på 78,86 km² og 114.031 indbyggere (2009). Den ligger cirka 53 km nord for byen Bremen på østbredden af floden Weser ved udløbet i Nordsøen.

## Sport
Bremerhaven huser Fishtown Pinguins (ishockey), som hvert år afholder en træningsturnering, hvor danske SønderjyskE har deltaget de sidste år.